# Centrosolar Group
Die Centrosolar Group AG mit Sitz in München war eine börsennotierte Unternehmensgruppe, die Photovoltaikanlagen für private Haushalte vertrieb.
Das Unternehmen erklärte Anfang 2014 die Insolvenz und wurde abgewickelt.

## Geschichte

### Centrosolar Group
Die Gruppe entstand im Jahre 2005 als Centrosolar AG, als Tochter der Centrotec Sustainable, die das Unternehmen anschließend an die Börse brachte. Im selben Jahr wurden die Unternehmen Centrosolar Glas, Solarstocc und Solara Teil des Konzerns. 2006 folgten Solarsquare und Biohaus PV.
2007 wurde das Unternehmen in Centrosolar Group umbenannt. Seit September 2007 bildet die Centrosolar AG eine Tochtergesellschaft der Holding aus den Unternehmen Solara, Biohaus PV Handels GmbH und Solarstocc.

### Biohaus
Biohaus wurde 1985 in Paderborn gegründet mit dem Ziel, den Markt für Baubiologie, umweltfreundliche Produkte sowie die Solar- und Energietechnik zu bedienen. Zehn Jahre darauf wurde Biohaus Vertreter für den spanischen Modulhersteller Isofotón. 1999 erfolgte eine umfassende Umstrukturierung. Die Bereiche Naturfarben/ökologischer Innenausbau, Dämmtechnik und Bauträger wurde ausgelagert, für den Bereich Solartechnik wurde die BIOHAUS PV Handels GmbH gegründet. Ab 2000 konzentrierte sich die BIOHAUS PV Handels GmbH auf den Vertrieb an den Großhandel. 2001 wurde die eigene Marke BIOSOL InDach entwickelt, die zuerst in der Provinz Málaga und ab 2003 in Paderborn produziert wurde. Am 9. Mai 2006 wurde das Unternehmen Teil der Centrosolar.

### Centrosolar Glas
Die Tätigkeiten der heutigen Centrosolar Glas gehen auf das Jahr 1959 zurück, als die erste Fabrikation von Spiegeln und die Glasveredelung in Fürth begannen. Das FLABEG bezeichnete Unternehmen wurde 1980 Teil des Pilkington-Konzerns. 1995 begannen die Tätigkeiten im Bereich Solarglas. Im Jahr 2000 wurde die FLABEG wieder aus Pilkington ausgegliedert. 2001 errichtete das Unternehmen die weltweit erste vollautomatische Fertigungslinie für Solarglas. Die FLABEG Solarglas wurde 2002 als eigenständiges Unternehmen gegründet und 2005 von der Centrosolar erworben und als Centrosolar Glas GmbH & Co. KG geführt.

### Centrosolar Sonnenstromfabrik
Die Solara GbR wurde 1996 gegründet und 1999 in eine Aktiengesellschaft umgewandelt. Im Januar 2006 erwarb Centrosolar das Unternehmen und im Jahr 2008 erfolgte die Umbenennung in Centrosolar Sonnenstromfabrik GmbH.
Am Standort Wismar produziert der Modulhersteller mit einer Kapazität von 350 MWp (2011) und 450 Mitarbeitern.

### Abwicklung
Im Rahmen der Insolvenz der Centrosolar Group übernahm 2014 der deutsche Hersteller Solarwatt die Ländergesellschaften in Frankreich und den Niederlanden und firmierte diese in Solarwatt France SARL bzw. Solarwatt BV um. Die amerikanische Tochterfirma Centrosolar America existiert in den USA weiter. Die auf solare Montagesysteme spezialisierte Tochterfirma Ubbink Econergy Solar wurde 2009 in Renusol umbenannt und inzwischen zweimal von anderen Investoren übernommen. Sie firmiert heute unter dem Namen Renusol Europe und ist Teil der Pari Group.
Das Werk, das Solarmodule am Standort Wismar produziert, wurde ebenfalls zweimal von Investoren übernommen, firmiert heute unter dem Namen CS Wismar Sonnenstromfabrik und ist gleichfalls Teil der Pari Group. Der auf autarke Solarsysteme spezialisierte Unternehmensbereich wurde von ehemaligen Mitarbeitern aus der Insolvenzmasse gekauft und firmiert heute unter dem früheren Firmennamen Solara GmbH. Die 2007 als Joint Venture von Centrosolar und der Pohlen-Gruppe gegründete Firma Centroplan ging nach der Insolvenz von Centrosolar vollständig in den Besitz der Pohlen-Gruppe über.

## Aktie
Hauptaktionär mit 26,14 % war bis Anfang Oktober 2012 die Centrotec Sustainable AG. Diese veräußerte ihren Anteil am 3. Oktober 2012 außerbörslich. Zuletzt waren rund 89 % der Aktien im Streubesitz, Vorstand und Aufsichtsrat hielten etwa 11 %. Im Dezember 2012 wurde die Aktie in den ÖkoDAX aufgenommen.
Nach der Insolvenz des Unternehmens wurde die Börsennotierung Mitte des Jahres 2015 eingestellt.